# Campeonato del mundo de Streetboard 2005
Resultados del campeonato del mundo de "streetboard" celebrado en el año 2005

En Lyon (Francia) en las siguientes modalidades: Mini ramp, Vert, Street y Best trick.

Únicamente se muestran las tres primeras posiciones.
| Puesto | País     | Ciudad    | Atleta         |
| ------ | -------- | --------- | -------------- |
| 1      | Francia  | Marsella  | Tancrede Leca  |
| 2      | Alemania | Stuttgart | Christian Kamm |
| 3      | Suiza    |           | Thomas Trefzer |

| Puesto | País     | Ciudad    | Atleta        |
| ------ | -------- | --------- | ------------- |
| 1      | España   | Barcelona | Sergi Nicolas |
| 2      | Alemania | Stuttgart | Thomas Kienle |
| 3      | Suiza    | Zúrich    | Urs Thoma     |

| Puesto | País           | Ciudad    | Atleta            |
| ------ | -------------- | --------- | ----------------- |
| 1      | Estados Unidos | Utah      | Brinton Gundersen |
| 2      | Alemania       | Stuttgart | Cristian Kamm     |
| 3      | España         | Barcelona | Gabi Muñoz        |

| Puesto | País           | Ciudad    | Atleta            | Truco                                                 |
| ------ | -------------- | --------- | ----------------- | ----------------------------------------------------- |
| 1      | España         | Barcelona | Sergi Nicolas     | Gap desde la protección del Vertical hasta un cuarter |
| 2      | España         | Barcelona | Gabi Muñoz        | FS FS 450                                             |
| 3      | Estados Unidos | Utah      | Brinton Gundersen | Rodeo 720 en el gran Fun Box                          |

- Datos: Q5745481